# Murena
Murena es una empresa de teléfonos inteligentes de gama media con el objetivo de máxima seguridad y privacidad. También ofrece almacenamiento en núbe y espacio de trabajo (workspace). Tiene su sede en la Unión Europa.

## Historia
Murena, con sede en Francia, comenzó en el año 2017 a trabajar en un sistema operativo libre /e/Os basado en un fork de  Android.

## Software
Los móviles de Murena ejecuta el sistema operativo móvil /e/ con fork de Android que garantiza la no recopilación de datos de otras marcas.

## Hardware
Los móviles son de Fairphone y otras marcas.

## Ventajas frente a otros sistemas operativos
En 2013 se descubrió que las agencias de inteligencia estadounidenses y británicas, concretamente la Agencia de Seguridad Nacional (NSA) y el GCHQ, tienen acceso a los datos personales de las personas que tienen iPhone, Blackberry y teléfonos con software Android. Las agencias son capaces de obtener registros de las llamadas telefónicas, SMS, localizaciones geográficas, correos electrónicos y notas. La propuesta de Murena señala que está 'desgoogleada' y no recopila datos en ninguna de sus aplicaciones aunque como la mayoría de aplicaciones de android son compatibles con /e/OS y pueden instalarse éstas pueden recopilar ciertos datos.